# Зефир Джонаса
Зефир Джонаса, или зефир оранжевый (Shirozua jonasi) — вид дневных бабочек из семейства голубянок (Lycaenidae).

## Описание
Длина переднего крыла бабочек этого вида составляет 18—20 мм. Размах крыльев 30—40 мм. Фоновая окраска крыльев обоих полов яркая светло-оранжевого цвета, у самки со светло-коричневой внешней каймой, резко суживающейся к заднем углу. Бахромка крыльев окрашена в такой же цвет. Хвостик на задних крыльях чёрного цвета, тонкий, длиной до 3 мм. На передних крыльях самок выделяется бурое краевое затемнение, расширяющееся у вершины крыла. При этом сама вершина и бахромка крыльев остаются оранжевыми. На исподе крыльев выделяются неширокая поперечная перевязь и узкое пятно у вершины центральной ячейки. Нижняя сторона крыльев у обоих полов тёмно-оранжевая с узкими пятнами и перевязью.

## Ареал
Ареал вида охватывает территорию Россию (Южное Приморье, Амурская область, Хабаровский край, Еврейская автономная область), Японии (острова Хоккайдо, Хонсю), Корейского полуострова, Северо-Восточного и Северного Китая.

## Биология
Вид за год развивается одном поколении. Время лёта бабочек данного вида длится с середины июля до конца августа. Бабочки встречается редко Гусеница развивается на различных видах дубов: Quercus variabilis, Quercus dentata, Quercus acutissima, Quercus serrata, Quercus mongolica и Castanea crenata. Гусеницы являются факультативными хищниками, поедающими тлю и кермесов.. Мирмекофилы — гусеницы посещаются и опекаются муравьями рода Lasius (Lasius spathepus, Lasius fuliginosus, Lasius morisitai).